# Palm Island (Grenadinen)
Palm Island (deutsch „Palmeninsel“) ist eine kleine Insel in der Karibik, die zum Inselstaat St. Vincent und die Grenadinen gehört. Sie liegt etwa 1,6 km östlich von Union Island und hat eine Gesamtfläche von rund 0,55 km². Da die Insel vollständig mit einer privaten Hotelanlage, dem Palm Island Resort, überzogen ist und sich dementsprechend überwiegend Touristen und Personal dort aufhalten, wird für Palm Island keine Einwohnerzahl ausgewiesen.

## Geographie
Geographisch wird Palm Island den Grenadinen zugeordnet. Die Landfläche ist nur von wenigen Hügeln durchzogen – die höchste Erhebung liegt etwa 45 Meter über dem Meeresspiegel – und ist umgeben von weißen Sandstränden. Die Vegetation besteht überwiegend aus Palmen, die erst in den 1960er Jahren angepflanzt wurden. Wie auf allen Inseln der Grenadinen herrscht auch auf Palm Island ein tropisch-maritimes Klima.

## Geschichte
Ursprünglich trug die Insel den Namen „Prune Island“. Sie war unbewohnt und weitgehend frei von Vegetation, im Inneren der Landfläche befand sich sumpfiges Gelände. Erst nachdem John und Mary Caldwell im Jahre 1966 mit der Regierung des Inselstaates einen Pachtvertrag über die Dauer von 99 Jahren bei einem jährlichen Entgelt von einem US-Dollar abgeschlossen hatten, änderte sich das Erscheinungsbild der Insel. Zunächst pflanze John Caldwell unzählige Palmen und verhalf der Insel so zu ihrem neuen Namen. Anschließend widmeten sich die Eheleute dem Aufbau einer Hotelanlage, des Palm Island Beach Clubs. Nach über 30 Jahren wurde die Anlage 1999 an neue Eigentümer übertragen und anschließend grundlegend erneuert und erweitert.